# Yuhup jezik
Yuhup jezik (“maku”, makú-yahup, yahup, yahup makú, yëhup; ISO 639-3: yab), indijanski jezik porodice maku, kojim govori 360 ljudi (1995) istoimenog plemena Yuhup u području rijeke Vaupés u brazilskoj državi Amazonas, i susjednom dijelu Kolumbije.
Ruhlen i drugi klasificiraju ih u puinave [pui]

## Vanjske poveznice
- Ethnologue (14th)
- Ethnologue (15th)